# Vaux-lès-Mouron
Vaux-lès-Mouron település Franciaországban, Ardennes megyében. Lakosainak száma 78 fő (2022. január 1.). Vaux-lès-Mouron Challerange, Montcheutin, Mouron és Senuc községekkel határos.

## Népesség
A település népessége az elmúlt években az alábbi módon változott:
| Lakosok száma | 129  | 97   | 76   | 77   | 88   | 83   | 81   | 80   | 79   | 78   |
|               | 1968 | 1982 | 1990 | 2006 | 2013 | 2015 | 2017 | 2019 | 2020 | 2022 |